# Jürgen Seeberger
Jürgen Seeberger (Costanza, 25 marzo 1965) è un allenatore di calcio tedesco.

## Carriera
Approda allo Sciaffusa nel 2000 quando il club milita in Prima Lega. Due stagioni dopo lo porta in LNB. Conquista la promozione in Super League al termine della stagione 2003-2004. Rimane alla guida del club fino alla 24ª giornata di campionato della stagione 2006-2007, al termine della quale viene esonerato.

## Palmarès

### Allenatore
- Challenge League: 1

Sciaffusa: 2003-2004